# Il figlio di Hamas
Il figlio di Hamas (Son of Hamas) è un libro autobiografico scritto da Mus'ab Hasan Yusuf nel 2010 in seguito al suo espatrio negli Stati Uniti. La vicenda narrata si svolge lungo tutto l'arco della sua vita dall'infanzia in Palestina fino all'abbandono della collaborazione con lo Shin Bet nel 2007 e la fuga negli Stati Uniti.

## Trama
Il libro descrive le vicende di Mus'ab Hasan Yusuf, figlio dello sceicco Sheikh Hassan Yousef, guida politica del movimento militare terroristico palestinese Hamas. Fin dalla tenera età la vita di Mosab è segnata dalla violenza dei suoi connazionali e delle Forze di difesa israeliane impegnate a combattere le ondate di terrore provenienti dai territori palestinesi. Immerso in un ambiente altamente politicizzato, già bambino si vede impegnato in atti vandalici e terroristici nei confronti degli abitanti dei villaggi Israeliani e dell'IDF. All'età di 18 anni, poco prima degli esami di maturità, Mosab decide di comprare delle armi da un funzionario dell'autorità palestinese al fine di aumentare il suo impegno nella lotta contro quella che vede all'epoca come un'entità occupante.
A causa di alcune leggerezze nelle comunicazioni telefoniche Mosab viene arrestato e incarcerato dallo Shin Bet. Poiché figlio di un personaggio importante dell'establishment di Hamas gli agenti credono che sia detentore di informazioni importanti che potrebbero fermare le violenze perpetrate in quel periodo. Per cessare la carcerazione in una struttura penitenziaria così dura Mus'ab Hasan Yusuff decide di collaborare, meditando di fare il doppio gioco e di danneggiare i servizi segreti israeliani alla prima occasione utile. Trasferito però ad un regime carcerario meno stringente le sue convinzioni nei confronti della causa palestinese cominciano a vacillare: vede infatti nei suoi compagni di cella un Islam meschino e travisato, lontano da quanto suo padre gli aveva mostrato fino a quel momento; è inoltre colpito dalla violenza con cui Hamas interroga i suoi affiliati, spesso sulla base di accuse palesemente false, in confronto invece ai metodi utilizzati dallo Shin Bet, decisamente più umani.
Tornato a casa in seguito alla detenzione rimane sempre più colpito dalle vessazioni che Hamas infligge al suo stesso popolo, spesso senza una vera utilità o anzi per arricchimento personale dei suoi membri. Parallelamente comincia il suo avvicinamento al cristianesimo, che si concluderà con un Battesimo clandestino in una spiaggia di Tel Aviv e che lo porterà, una volta negli Stati Uniti, ad essere ripudiato dalla sua famiglia.
Negli anni che vanno dal 1996 al 2007 Il Principe Verde, pseudonimo usato per identificarlo, si renderà sempre più importante ed indispensabile all'interno del movimento terroristico, diventando così un informatore di fama quasi leggendaria all'interno dei servizi segreti israeliani. Dopo però molti anni di operazioni sotto copertura Mosab si rende conto che la sua vita non può continuare a tali condizioni di stress e pericolo e decide quindi di abbandonare il medio oriente e richiedere lo status di rifugiato negli Stati Uniti.
Il libro nasce come testimonianza per il processo che avrebbe dovuto decidere se espatriarlo dagli Stati Uniti a causa dei suoi trascorsi come militante di un'associazione terroristica.

## Opere Derivate
Nel 2014 è uscito nei cinema Son Of Hamas, docufilm che tratta le vicende del libro. Esso è stato premiato al Sundance Film Festival e con altri premi. L'autore gestisce inoltre un blog su cui pubblica ulteriori notizie ed informazioni riguardo alla zona e alla sua vita.

## Edizioni
Oltre alle edizioni cartacee, vendute in molti paesi, è presente sul blog un'edizione in lingua araba: essa è stata resa pubblica attraverso tale mezzo così da essere reperibile anche ove possedere tale scritto potrebbe essere pericoloso, e per far conoscere queste vicende anche in quegli stati in cui i regimi politici sono contrari ad una diffusione di informazioni non controllate che abbiano per oggetto Israele.